# هولاک (آیووا)
هولاک (به انگلیسی: Havelock) شهری در ایالت آیووا کشور ایالات متحده آمریکا است که جمعیت آن در سرشماری سال ۲۰۱۰ میلادی، ۱۳۸ نفر بوده‌است.